# 3839 Bogaevskij
3839 Bogaevskij (1971 OU) là một tiểu hành tinh vành đai chính được phát hiện ngày 26 tháng 7 năm 1971 bởi Chernykh, N. ở Nauchnyj.